# Япония на зимних Олимпийских играх 2002
Япония принимала участие в Зимних Олимпийских играх 2002 года в Солт-Лейк-Сити (США) в семнадцатый раз за свою историю, и завоевала одну серебряную и одну бронзовую медали.

## 02!Серебро
- Конькобежный спорт, мужчины, 500 метров — Хироясу Симидзу.

## 03!Бронза
- фристайл, женщины — Таэ Сатоя.

## Результаты соревнований

### Кёрлинг
Женщины
Состав команды
| Четвёртый         | Третий     | Второй       | Ведущий     | Запасной        |
| ----------------- | ---------- | ------------ | ----------- | --------------- |
| Акико Като (скип) | Юмиэ Хаяси | Аюми Онодэра | Мика Конака | Котоми Исидзаки |